# Farmington, Kentucky
Farmington är en så kallad census-designated place i Graves County i Kentucky. Vid 2010 års folkräkning hade Farmington 245 invånare.